# Шутер
Шу́тер (разг. стрелялка, англ. shooter — «стрелок») — жанр компьютерных игр. На момент зарождения жанра за рубежом укрепилось слово «шутер», как вариант описания игрового процесса и перевод для слова shooter, в России и некоторых других странах постсоветского пространства жанр изначально был назван как «стрелялка».

## Общие принципы
Игрок находится в трёхмерном пространстве и имеет некоторую свободу передвижения. Уровни, как правило, являют собой ограниченный лабиринт, в котором расположены враги, союзники и нейтрально настроенные NPC. Действия большинства шутеров разворачивается в анизотропном пространстве (помещения имеют очевидные пол и потолок, в них действует гравитация), хотя существуют и исключения, в которых пространство изотропно (например, Descent). Геймплей канонического шутера сводится к поиску выхода с уровня, с устранением всех препятствующих противников и препятствий (поиск ключей к закрытым дверям, дистанционное открытие прохода при помощи органов управления, удалённых от самой двери). Таковы Wolfenstein 3D, Doom и многие подобные, однако это не является чертой определённой эпохи — канонические шутеры по-прежнему выпускаются. В расширенном жанре ставятся дополнительные цели, такие как установка бомбы на вражеское укрепление, решение пазлов за отведённое время (System Shock и т. п.). Иногда даже само́ уничтожение врагов в чистом виде является бессмысленным занятием — необходимо выполнить определённое задание и этим задействовать некий игровой триггер, чтобы пройти дальше. Наглядным примером такого подхода является Call of Duty.
Вторым фактором является линейность. Линейность — свойство конкретного уровня, а не игры в целом (к примеру, уровень Fortress of Mystery в Doom совершенно линеен и опирается на один тактический приём, а именно свойство разных монстров ссориться друг с другом; уровень Unholy Cathedral, напротив, образец нелинейности). Линейными называются уровни, которые проходятся в одном возможном направлении, а задачу для игрока представляет только сам бой (в каноническом шутере) или «боевое задание». Нелинейные уровни могут быть пройдены множеством разных способов, большое количество помещений доступно для посещения в произвольном порядке, а от игрока требуется не только исследовать уровень с целью в нём сориентироваться, но и определить наиболее тактически выгодный для себя маршрут. Зачастую некоторые помещения в нелинейных уровнях вообще являются необязательными для «зачистки», например, канонический и при этом состоящий в основном из нелинейных уровней шутер Wolfenstein 3D имел в своих лабиринтах примерно половину помещений, зачистка которых не приносила ничего, кроме небольшого количества патронов и призовых очков; в Doom также часто встречались такого рода помещения, не приносящие игроку особой пользы, но учитывающиеся при расчёте процентного соотношения убитых монстров и собранных, пусть даже малоценных, предметов. Поскольку большинство уровней одного шутера, как правило, выполнены одним авторским коллективом в одном стиле (исключения могут составлять, например, коллективные моды), термины «линейный шутер» и «нелинейный шутер» вполне корректны в большинстве случаев. Так, о Wolfenstein 3D, Doom, System Shock и многих более современных играх можно говорить как о нелинейных шутерах, а о Quake 2, Half-Life 2, Bullet Storm и многих других — как о линейных. «Нелинейность» во многих случаях является просто рекламным ходом, проще говоря, ложным утверждением разработчиков. Также отдельные игры настолько нагружены пазлами (например, Hexen), что при формальной линейности (общий порядок обхода помещений жёстко задан скриптами), навигация и решение пазлов составляет такую большую долю игрового процесса, что назвать тот же Hexen линейным всё-таки нельзя.

### Вид от третьего лица
Приведённые выше примеры относятся к поджанру шутера от первого лица (англ. first-person shooter, FPS). В дальнейшем от него «отпочковалась» также категория шутеров от третьего лица (англ. third-person shooter, TPS). В первом случае игрок наблюдает за происходящим «из глаз» и может покидать тело персонажа только в момент внутриигровых заставок. Авторы используют этот метод, чтобы заставить игрока ассоциировать себя с героем (это замечание относится ко всем играм от первого лица). Соответственно, при игре от третьего лица игрок видит перед собой спину персонажа и контролирует его как обособленного героя. К подобным играм, например, относятся Max Payne и Hitman. Некоторые шутеры совмещают оба подхода. Примерами таких совмещений являются The Chronicles of Riddick: Escape from Butcher Bay, в котором некоторые действия персонажа отображены от третьего лица; и игры серии Splinter Cell, начиная со Splinter Cell: Pandora Tomorrow, в сетевом режиме которого игроки делятся на две команды, и в зависимости от выбора может варьироваться вид на персонажа. Ещё одним примером могут служить игры Star Wars: Battlefront и Operation Flashpoint: Cold War Crisis, где игрок может свободно (в большинстве случаев) переключаться из одного режима в другой прямо по ходу игры (нажатием специальной клавиши).

### Количество игроков
Шутеры бывают однопользовательские (англ. single-player video game, в игровом процессе участвует один человек, все прочие игровые персонажи управляются компьютером) и многопользовательские (англ. multiplayer video game, игроки совместно проходят игру, подобно однопользовательскому режиму, или соревнуются друг с другом на специальных уровнях). Если среди однопользовательских игр в данном жанре в настоящий момент нелинейность «вышла из моды», то многопользовательские шутеры всегда предлагают уровни, как минимум имеющие несколько проходов между областями появления игроков, респаунами, а то и более сложный граф связей между помещениями. Ярким примером сетевого шутера вообще и подходящего под данное описание в частности является Counter-Strike. Иногда карты для современных многопользовательских игр предлагают игроку большие открытые пространства, как например, в Battlefield 1942, что позволяет свести в одном сражении большое число пехоты и разнообразную военную технику. Достаточно очевидно, что в многопользовательском режиме, где тактика и обманные приёмы крайне важны для победы, линейность неприемлема в принципе.

### Игровой процесс

Использование камеры от третьего лица в Psi-Ops: The Mindgate Conspiracy (2004) позволяет точнее применять и управлять способностями, такими, как телекинез

Как уже было сказано, игроку приходится уничтожать большое количество врагов. Для этого разработчик даёт в руки персонажа разного рода оружие (Serious Sam), предоставляет ему гаджеты (Perfect Dark Zero) или наделяет фантастическими силами (Psi-Ops: The Mindgate Conspiracy). Все эти методы различают только способ взаимодействия со врагами, ловушками или транспортными средствами. При этом действия игрока всегда заключаются в одном. Обычно по центру экрана в шутере изображается «прицел», имеющий вид от простой точки до массивного изощрённого рисунка. Существуют также шутеры, в которых прицел отсутствует, а прицеливание производится с помощью мушки оружия. Игрок наводит прицел на врага и нажимает клавишу атаки. В зависимости от точности игрока, разброса и эффективности оружия, враг может быть ранен, убит, либо нетронут. Иногда ранения сказываются на дальнейшей способности врага к определённым действиям (в Chasm: The Rift враг мог лишиться, например, руки и с ней возможности стрелять), но обычно учитываются просто как уменьшение «счётчика здоровья» вплоть до смерти. Для огнестрельного оружия необходимо подбирать боеприпасы, они «выпадают» из убитого врага (появляются на его месте). Часть оружия необходимо перезаряжать (например, реальные образцы в Half-life и Medal of Honor), часть стреляет снарядами, которые сами заряжаются из общего магазина оружия (например, научно-фантастическое вооружение в Quake или фэнтезийное в Heretic). В Rise of the Triad боеприпасов требовали только разнообразнейшие гранатомёты, огнестрельное же оружие имело «условно-бесконечный» боезапас как у главного героя, так и у его противников.
Канонический шутер имеет «панель здоровья» (англ. health (gaming), life bar) — небольшой индикатор на экране, отображающий общее количество «жизней» (англ. Health (gaming)) у персонажа и сколько из них осталось. По истечении всего количества HP герой умирает с возможностью возродиться в определённой точке и времени игрового пространства, обычно в начале уровня (или, в более современных шутерах, загрузить сохранённую вручную либо автоматически игру). Восстанавливать такое здоровье можно с помощью специальных «аптечек», которые могут принимать различные виды в зависимости от фантазии разработчика. Во многих новых играх (например, Gears of War и поздние представители серии Call of Duty) используется иная система здоровья, в которой прямых индикаторов нет. Персонаж может получить ранения, которые, будучи серьёзными, будут отображаться различными эффектами на экране. Чтобы эти ранения прошли, игрок должен отсидеться в безопасном месте. Иногда, в угоду реализму, возможность вылечивать ранения за обозримое время отсутствует вообще (Counter-Strike).
Современные игры (независимо от линейности уровней) стараются предлагать разнообразный геймплей, поэтому во многих шутерах присутствует управляемый транспорт. Обычно, он являет собой военный джип, БТР, танк, катер или вертолёт. Управление техникой осуществляется в упрощённой форме, а камера, как правило, располагается позади техники даже в шутерах от первого лица. Однако, например, в Far Cry по умолчанию установлена камера из кабины, но её можно также переместить на вид сзади; в то же время в Half-Life 2 игрока со стороны увидеть невозможно, поэтому используется только вид от руля. Аналогично, и большинство сетевых «стрелялок» позволяет выбирать удобный вид камеры, либо игра самостоятельно меняет вид для разного вида вооружения (к примеру, Battlefield 2 или Joint Operations).
Шутеры более, чем другие жанры, чувствительны к графической производительности системы, а именно к количеству кадров в секунду. Для комфортной игры в шутер от первого лица требуется не менее 30 кадров в секунду.

### Управление
Прицеливание и стрельба в современных компьютерных играх осуществляется компьютерной мышью, и, несмотря на наличие этого устройства на момент выхода Wolfenstein 3D, архаичные игры могут побуждать использовать для наведения на цель и её уничтожения кнопки клавиатуры (так, в том же Wolfenstein 3D и играх на его движке скорость поворота мышью ограничена, что побуждает одновременно нажимать клавиши поворота для более быстрого наведения). Во многих современных играх наведение с клавиатуры, напротив, почти невозможно использовать даже в том случае, если его можно включить в настройках. Существуют два противоположных способа вертикального наведения мышью — в одном, сформированном авиасимуляторами и Duke Nukem 3D, движение мыши «от себя» перемещает прицел вниз, в другом, принятом в качестве стандартного, это же движение перемещает прицел вверх. Кроме того, существуют крайне малораспространённые альтернативные системы управления — например, т. н. «шлемы виртуальной реальности». Для передвижения по уровню в любом шутере используется клавиатура, где для указания направления движения принято использовать не стрелки (что характерно, например, для гонок, в которых важна точность управления и поэтому для него используется правая рука), а буквы WASD (в QWERTY-раскладке), что освобождает правую руку для точного огня с мыши. Использование мыши для плавных движений вперёд и назад иногда полезно на уровнях, подобных уровню Chasm в Doom 2, но это, как правило, разовое использование и, даже если к нему прибегают, в такой режим работы мышь переходит буквально на несколько секунд, пока нажата соответствующая клавиша. Интересным фактом является то, что исторически сформировалась противоположная терминология — начиная с Duke Nukem 3D, мышь использовалась по умолчанию для движения, а прицеливание осуществлялось при нажатой клавише «mouse aiming». Этот режим так называется и по сей день, несмотря на то, что теперь это режим по умолчанию, а к бывшему дефолтовому прибегают крайне редко, ненадолго и только в том случае, если уровни требуют сложных прыжков.
Хотя шутеры от третьего лица выходят на игровых консолях уже долгое время, шутеры от первого лица традиционно считают ПК-жанром, так как для этого жанра лучше всего подходит именно схема управления «клавиатура + мышь». Тем не менее существуют шутеры от первого лица для игровых консолей (такие, как Black для PlayStation 2, 3, 4 и Xbox, Xbox 360, Xbox One или Red Steel для Wii). В этих играх управление создано с учётом того, что игрок использует геймпад, с соответствующими упрощениями геймплея (вплоть до автонаведения на цель). Кроме этого, в современных консольных шутерах для указания направления используются аналоговые рычажки, стики, а за атаку, перезарядку и прочие взаимодействия отвечают соответствующие клавиши. Сверх этого создаются специализированные «световые пистолеты», аналогичные устройствам для аркадных автоматов, которые можно использовать на домашних игровых приставках. Чаще всего производство таких устройств связано с конкретными сериями игр, что ограничивает их применение. Потенциально управление такими устройствами может быть не хуже или даже лучше, чем классическое «клавиатура + мышь», но в настоящий момент потенциал явно не раскрыт до конца и консольные шутеры ещё не избавились от пережитка «аркадности».

## Развитие жанра
Предки трёхмерных шутеров встречались как минимум от 1985 года (Eidolon от Lucasfilm Games) до 1991 года (Hovertank 3D и Catacomb 3-D от id Software), но широкую популярность жанру принесла игра Wolfenstein 3D, созданная той же компанией. Процесс перестрелок в Hovertank 3D показался бы современному игроку невыносимо медленным. Задача игрока была спасти всех заложников за определённое время. Графически игра была на уровне своего времени: псевдотрёхмерные уровни, спрайтовые персонажи, бестекстурные стены. Оружие не отображалось и появилось только в игре Catacomb 3-D, также обладавшей весьма вялой динамикой. С точки зрения свободы обзора игрок всегда смотрел параллельно земле. Лишь в Wolfenstein 3D игровой процесс был доведён до приемлемого уровня, что породило распространённое заблуждение, что именно эта игра является первым представителем жанра вообще.
В 1993 году компания id Software развила свои идеи, создав игровую линейку Doom. По сравнению с Wolfenstein 3D усложнился дизайн уровней, местами изменялся уровень пола, а также было улучшено качество текстур и спрайтов. Но существенным для жанра изменением стала модифицируемость игры: Doom является одной из первых игр с поддержкой модификаций и первым подобным шутером. Энтузиасты с помощью консоли управления могли добавлять новые игровые уровни, звуки и текстуры, которые сами же и создавали. Отображение игрока также ограничивалось лишь оружием, но было добавлено покачивание при ходьбе, что усиливало эффект погружения в игру.
Возможность модифицировать игры, которую Doom привнёс в жанр, привлекла разработчиков-энтузиастов, многие из которых позднее влились в индустрию производства игр. Так, например, значительный процент штата компании Valve составляли бывшие независимые «игромоддеры». Как и в случае с Wolfenstein 3D, движок, на котором был построен Doom, был взят за основу многих игр сторонних компаний. В короткий срок разработчики сняли ограничения с камеры в одной плоскости; дали возможность смотреть не только справа налево, но и сверху вниз (Heretic); сделали элементы декораций интерактивными, то есть реагирующими на действия игрока; добавили возможность прыгать (Hexen); добавив ролевую составляющую (Strife).
Позже фирмой Parallax Software был создан и выпущен первый полностью трёхмерный шутер с элементами космического симулятора Descent. Для игры настоятельно рекомендовался джойстик, из-за чего большинство игроков в те годы банально не могло проходить её, что и сделало её малоизвестной среди шутеров. Вопреки мнению многих, именно Descent был одним из первых полностью трёхмерных шутеров от первого лица, а не Quake.
Аналогично Descent, в том же году экспериментально в 3D ушла и игра The Terminator: Future Shock. Это была игра по одноимённому фильму на движке, который позже использовался в игре от Bethesda под названием The Elder Scrolls II: Daggerfall.
Следующим откровением в жанре стал Quake, созданный всё той же id Software. Игра была создана на полностью новом движке, вскоре получившем поддержку новинки того времени — аппаратных 3D-ускорителей. При этом и сами первые игровые ускорители графики, в отличие от инженерно-конструкторского PGA, проектировались под влиянием этой игры и даже в некоторой степени «под эту игру», так что разработка аппаратной и программной частей шла параллельно и совместно. Таким образом, локации уже не представляли собой совокупность искажённых спрайтов, полученных посредством рендеринга предметов обстановки, а заполнялись объёмными моделями объектов. По сравнению с достигшими своего пика играми предыдущего поколения, Quake выглядел достаточно аскетично, что не помешало ему стать популярным. В частности, за счёт системы подсчёта времени, затраченного на прохождение уровня, появился такой термин, как «скоростное прохождение» (англ. Speedrun), который начал формироваться ещё среди игроков в Doom. С тех пор многие и многие популярные шутеры стали изучаться игроками вдоль и поперёк с целью найти оптимальный способ пройти игру, затратив при этом как можно меньше времени. Популярность игры передалась и последовавшему продолжению — Quake II.
Настоящим новшеством стал появившийся в 1998 году Half-Life от новичка индустрии компьютерных игр — компании Valve. Являясь на первый взгляд более реалистичной с точки зрения антуража, вооружения и персонажей, эта игра стала первой, предложившей основательный фантастический сюжет, полный недосказанностей и загадок. Герой был постоянно вовлечён в общение, а игровой процесс не сводился только к уничтожению врагов на уровне, но включал в себя решение различных задач, что было необычно для шутеров того времени. Добавление приключенческой составляющей положительно отразилось на популярности проекта и подтолкнуло конкурентов к выпуску «умных» шутеров.
Аналогичный, пусть и не такой грандиозный, но фурор принёс в том же году Unreal от фирмы Epic Games. Значительно поднялась планка качества графики, размера уровней и использования двух режимов стрельбы одним оружием. Однако, вследствие высоких для того времени системных требований, игра значительно уступила конкурентам в плане популярности.
Одним из первых шутеров, поднявших звук в игре на новую высоту, стала игра Aliens versus Predator (1999), которую отличали квадрофонический звук, дававший возможность определять направление на противника на слух в полной темноте, качественно подобранные и смонтированные звуки, использование всех возможностей EAX и звуковая картина окружения.
Со временем в жанре шутер появился такой элемент, как разрушаемое окружение. Разработчики «научили» стёкла биться ещё в Hexen, а вот по-настоящему разрушаемые уровни появились только в Red Faction. В связи с разрушаемостью игровых локаций появилась необходимость реалистично передавать в игре законы физики реального мира. Физические движки создавались и прежде, однако лишь в Half-Life 2 (2004), игровой движок которого содержит модифицированную физическую технологию Havok, взаимодействие объектов игрового пространства было поставлено во главу угла. Для «мягких» объектов большинство разработчиков стали использовать популярную технологию «тряпичная кукла» (англ. ragdoll physics). С развитием технологий компьютерные игры стали использовать максимально реалистичную графику, и шутеры в том числе. Тем не менее исключения существуют. Например, появившийся осенью 2007 года Team Fortress 2 намеренно использует нереалистичную, мультипликационную графику. Другим примером служит шутер XIII, стилизованный под комикс, релиз которого состоялся в 2003 году.

### Киберспорт
Понятие киберспорта напрямую связано с многопользовательским режимом игры, как со способом соревнования лицом к лицу. Первые попытки реализовать сетевую игру были в Doom, однако, её качество было достаточно низким. Основным режимом был кооперативный, подразумевавший совместное прохождение одиночной кампании (из-за своей сырости и непродуманности не прижился). На его же основе был создан Deathmatch (DM), использовавший те же карты, что и однопользовательская игра, с расставленными по ним точками с оружием, патронами и аптечками. Правила DM для Doom стали основополагающими для всех будущих шутеров. Максимальным количеством игроков для одной сетевой сессии на тот момент было четыре. Следующим шагом в развитии онлайн-шутеров стал Duke Nukem 3D.
Первые реальные подвижки в сторону современного образа многопользовательского шутера заложил Quake, в частности его вторая часть. Киберспорт окончательно обрёл фундамент с появлением Quake III Arena и Half-Life. Первый сам по себе являлся чистокровной сетевой «стрелялкой» с выверенным балансом, разнообразным оружием и игровой механикой, подразумевающей использование хитростей, которым надо обучаться (например, Rocket jump или распрыжка). Продолжая традиции предков, Quake 3 был полностью модернизируемым, что породило множество модификаций, как изменяющих суть игры полностью, так и вносящих поправки в баланс в угоду профессиональному киберспорту (Quake III CPMA). Half-Life же не являлся многопользовательским, но был построен на движке, обладающим сетевым кодом, и допускал игру через Интернет. Благодаря этому, спустя некоторое время, был создан один из самых популярных в мире модов — Counter-Strike, позже оформившийся отдельной игрой. Наконец, нужно упомянуть ещё одну ключевую киберспортивную линейку игр — Unreal Tournament, сетевое ответвление сериала Unreal.

## Особенности шутеров от первого лица

### Невидимость героя
Несмотря на возрастающую реалистичность в играх, в большинстве современных шутеров от первого лица персонаж игрока частично невидим. Под этим подразумевается следующее: при попытке посмотреть вниз игрок видит землю под ногами, а не тело своего героя, в то время, как руки с оружием по-прежнему видны. Фактически, вместо протагониста по уровню летает воображаемая видеокамера с прикреплёнными к ней руками. В качестве исключения можно привести ряд популярных игр, вроде Thief: Deadly Shadows, The Chronicles of Riddick: Escape from Butcher Bay, Left 4 Dead, F.E.A.R.,Crysis, Turok или Dark Messiah of Might and Magic, Operation Flashpoint, Armed Assault, Warface или Call of Juarez, однако, общее число подобных игр крайне мало. Нежелание разработчика создавать полноценную трёхмерную модель героя можно объяснить отсутствием необходимости и излишней затратностью ресурсов. Для заставок от третьего лица обычно используется модель, отличная от той, что игрок видит от первого лица. Это делается потому, что в современных играх для отображения персонажей со стороны используются менее полигональные модели и менее чёткие текстуры. Кроме того, такая бесполезная в игровом процессе особенность требует дополнительной разработки, чтобы не происходило ошибок, вроде возможности посмотреть «сквозь себя».
Во многих шутерах от первого лица игрок вполне может посмотреть на своего героя в отражении (чаще всего в зеркале). Впервые зеркала появились в Duke Nukem 3D, где за каждой отражающей поверхностью создавалась отдельная комната, похожая на данную, в которой симметрично действиям игрока передвигался спрайт героя. В современных же играх используются более продвинутые технологии, без лишних хлопот позволяющие отразить мир под любым углом на любой поверхности и с разной степенью освещённости.

### Поджанры
К шутерам от первого лица можно отнести ещё как минимум два жанра видеоигр — рельсовые шутеры и «кровавые» шутеры. Суть и того, и другого сводится к безостановочному уничтожению противников, а по геймплею они близки к полноценному шутеру от первого лица с учётом некоторых ограничений.
Рельсовые шутеры (англ. Rail shooter) появились на аркадных автоматах, а позже были портированы на игровые консоли. Игрок не должен самостоятельно передвигаться по уровню, от него требуется только точно стрелять, вовремя перезаряжаться и прятаться за укрытие. Как только определённая порция противников будет уничтожена, камера сама преодолеет путь к следующему укрытию, где игрок вновь должен расстрелять некоторое число врагов. В связи с такой игровой механикой рельсовые шутеры также называют виртуальным тиром. Достаточно часто игры в данной категории не просто допускают, но подразумевают совместное прохождение. Излюбленной тематикой рельсовых шутеров являются живые мертвецы — зомби. Они присутствуют в таких именитых сериях как Resident Evil и The House of the Dead. Другими популярными врагами являются преступники и террористы (серии Virtua Cop и Time Crisis).
«Кровавые» шутеры (англ. Gore shooter) также получили своё название исходя из игрового процесса, но суть его уже ближе обычному шутеру. Персонаж по-прежнему свободно передвигается по игровым уровням и уничтожает монстров, однако, количество этих монстров в несколько раз больше стандартного. Фактически, разработчик выпускает на игрока орды врагов, которые, совершенно не прячась, стараются задавить числом и огневой мощью. Каждое убийство NPC обычно сопровождается его расчленением и большим количеством крови. Игры данного жанра являются прямыми потомками первых шутеров, отказавшимися от сюжета в пользу доставления чистого удовольствия. Поэтому главной задачей создателя «кровавого» шутера является предоставление как можно большего разнообразия противников и вооружения. Самыми известными представителями этого поджанра шутера от первого лица являются серии Doom, Serious Sam, Painkiller. Иногда подобные игры называют «мясными» шутерами.

## Особенности шутеров от третьего лица

Грамотная работа камеры в Max Payne (2001) стоила большого труда разработчикам, но без неё использование «bullet time» стало бы неудобным

### Игровая камера
В шутерах от третьего лица игровая камера абстрагирует игрока от персонажа, заставляя смотреть на события со стороны. Это позволяет менять угол повествования и показывать сцены, которые персонаж шутера от первого лица увидеть бы не смог. С игровой точки зрения, «свободная» камера охватывает большее пространство вокруг героя, частично открывая обзор на то, что происходит сзади него. В особенности это касается тех шутеров, где игрок наблюдает за персонажем в изометрическом ракурсе (например, Shadowgrounds). Однако, в данном случае камера обычно жёстко привязана к определённой плоскости перемещения, в рамках которой она изменяет своё положение.
В более привычном представителе жанра шутеров от третьего лица, таком как Max Payne, игрок следует за героем, наблюдая за ним со спины, а игровая камера свободно, в зависимости от игровой ситуации, изменяет своё положение, ограничиваясь сферой перемещения вокруг персонажа. Подобная реализация накладывает на разработчиков ряд проблем и обязанностей — такая камера, вращаясь, может выйти за границы видимого игрового мира и показать его с неприглядной и недопустимой для игрока стороны, либо, в зависимости от технологии реализации, вовсе застрять в геометрии уровня, приведя к зависанию и падению игры. Во избежание данных неполадок, разработчики следуют одному из двух направлений: они либо работают над интеллектом игровой камеры, либо создают жёсткий каркас, по которому она будет перемещаться. Встречаются и более замысловатые решения. В играх серии Metal Gear Solid присутствуют оба вида камеры от третьего лица, а также возможность переключиться на вид от первого лица.
В случае с каркасом игрок может наблюдать за героем из различных углов помещений, как с помощью камер наблюдения, или положение экрана будет меняться по заранее построенной траектории. Так или иначе, камера будет центрироваться на персонажа, как например в ранних играх серии Resident Evil.

### Смешение жанров
Достаточно мало игр принадлежат к одному лишь жанру шутер от третьего лица. Чаще всего собственно шутер является одним из игровых элементов, а сама игра принадлежит к жанру экшн (англ. Action game), экшн-приключение (англ. Action-adventure game), платформер (англ. platform game) или RPG. Ярким примером экшена с элементами шутера от третьего лица является серия Grand Theft Auto, в особенности Grand Theft Auto IV, обладающая механикой, подобной геймплею серии шутеров Gears of War. В играх с линейным прохождением элементы шутера используются в строго определённых местах и могут быть достаточно сильно упрощены, как это делается в серии Tomb Raider. А, например, в Uncharted: Drake’s Fortune геймплей по ходу игры меняется от экшн-приключенческого к полноценному шутеру. Подобные изменения случились и с целой серией Jak and Daxter, первые части которой были в основном платформерами, последние же являются экшнами. Так или иначе, во всех играх смешанного жанра стрельба является неосновным и, подчас, необязательным элементом, использование которого можно избежать, воспользовавшись какой-либо другой игровой возможностью.

## Моральные аспекты

Реалистичное отображение перестрелок и убийства человекоподобных персонажей подвигают обвинять Counter-Strike (2000) в провокации настоящих убийств, вроде массового расстрела в Виргинском политехническом институте

Шутеры предлагают игрокам возможность убийства внутриигровых персонажей, часто являющихся людьми, порой переходящую в необходимость. Такая ситуация вызывает критику со стороны общества. Особенно обостряются выступления обеспокоенных граждан и правозащитников в связи с участившимися случаями массовых расправ учеников и студентов в своих учебных заведениях с помощью огнестрельного оружия. Некоторые исследователи склонны винить игры в этой необоснованной жестокости. Существует риск, что игрок, привыкший к насилию в игре, станет более лояльным к девиантному поведению в реальности.
В это же время защитники виртуальных развлечений приводят научные исследования, доказывающие, что нельзя сделать человека агрессивным посредством компьютерной игры, нельзя его подвигнуть на убийство. У разработчиков шутеров нет цели моделировать убийство, и действие большинства игр происходит не в реальности, а в вымышленном мире или будущем. Защитники шутеров также ссылаются на исследования, где доказывается польза подобных игр. Речь идёт о пользе кооперативных шутеров, в которых благодаря взаимодействию игроков уменьшается их уровень агрессии и развиваются социальные навыки. К тому же серьёзным аргументом защиты являются игровые рейтинги. В настоящем, рейтинговые организации, вроде ESRB или PEGI, тщательно подходят к рецензированию и выставлению ограничений на игры. И некоторые обвиняемые проекты и их разработчиков подчас невозможно осудить, так как убийца или другой нарушитель порядка оказывается младше минимально допустимого возрастного рейтинга.
Тем не менее многие видеоигры подвергаются жёсткой цензуре. Примером служит Германия, в которой корректировке подвергались даже проекты серии Grand Theft Auto. Кроме отсутствия крови или замены её на некую ядовито-зелёную жидкость, из игр исключалась возможность подбирать с трупов деньги, вводились и иные ограничения. На заре развития индустрии разработчики были вынуждены сами корректировать свои продукты, делая их менее реалистичными, заменяя врагов-людей на монстров или заставляя трупы исчезать, даже когда технологические возможности позволяют их сохранять. Американский юрист Джек Томпсон получил известность после того, как после каждой гражданской трагедии или даже убийства подростками полицейского обращался в суд с исками в адреса разработчиков и издателей игр. Кроме уже упомянутой GTA, он также критиковал авторов Counter-Strike (после трагедии в Виргинском политехническом институте). В 2008 году Верховный суд штата Флорида отстранил Томпсона от занятий адвокатской деятельностью сроком на десять лет.
Также шутеры подвергаются критике Католической церковью. Она протестует против использования во многих играх этого жанра фигур демонов, сатанинских символов и дьявольской стилистики вообще. Ещё в Doom поднималась тема ада, а все игровые локации украшались рунами, пентаграммами и отсылками к Библии. Хотя претензии Церкви игнорируются, разработчики стараются избежать затрагивания общечеловеческих проблем, вроде фашизма. Даже в играх, посвящённых Второй мировой войне, зачастую видоизменяется свастика и символика войск нацистской Германии (например, графика выпущенной в Германии игры Return to Castle Wolfenstein была изменена, хоть впоследствии в цифровых переизданиях и была возвращена, а в Doom опускающаяся стена, оставляющая на полу свастику, была удалена из официального релиза).